# Драге (Метлика)
Драге (словен. Drage) су насељено место у општини Метлика, регија Југоисточна Словенија, Словенија.

## Историја
До територијалне реорганизације у Словенији биле су у саставу старе општине Метлика. Драге су се налазиле у Хрватској до краја Другог светског рата, а затим су припојене Словенији.

## Становништво
У попису становништва из 2011. године, Драге су имале 29 становника.
| Број становника према пописима | Број становника према пописима | Број становника према пописима | Број становника према пописима | Број становника према пописима | Број становника према пописима | Број становника према пописима | Број становника према пописима | Број становника према пописима | Број становника према пописима | Број становника према пописима | Број становника према пописима | Број становника према пописима | Број становника према пописима |
| ------------------------------ | ------------------------------ | ------------------------------ | ------------------------------ | ------------------------------ | ------------------------------ | ------------------------------ | ------------------------------ | ------------------------------ | ------------------------------ | ------------------------------ | ------------------------------ | ------------------------------ | ------------------------------ |
| 1869                           | 1880                           | 1890                           | 1900                           | 1910                           | 1931                           | 1948                           | 1953                           | 1961                           | 1971                           | 1981                           | 1991                           | 2002                           | 2011                           |
|                                |                                |                                |                                | 171                            |                                |                                |                                | 60                             | 44                             | 46                             | 42                             | 38                             | 29                             |

### Национални састав
| Драге | Драге | Драге |
| --- | --- | --- |
| 1961 | 1971 | 1981 |
| <div style="border:solid transparent;position:absolute;width:100px;line-height:0;<div style="border:solid transparent;position:absolute;width:100px;line-height:0; укупно: 60 Срби 44 (73,33%) Хрвати 13 (21,66%) Словенци 3 (5,00%) - (-%) | укупно: 44 Хрвати 13 (29,54%) Словенци 13 (29,54%) Срби 10 (22,72%) Југословени 7 (15,90%) остали и непознато 1 (2,27%) | <div style="border:solid transparent;position:absolute;width:100px;line-height:0; укупно: 46 Словенци 24 (52,17%) Хрвати 14 (30,43%) Југословени 7 (15,21%) Срби 1 (2,17%) - (-%) |

### Попис1910.
| Драге                                                                   | Драге |
| ----------------------------------------------------------------------- | --- |
| Језик                                                                   | Вера |
| укупно: 171 Хрватски 167 (97,66%) Словеначки 3 (1,75%) остали 1 (0,58%) | <div style="border:solid transparent;position:absolute;width:100px;line-height:0; укупно: 171 Гркокатолици 153 (89,47%) Римокатолици 18 (10,52%) - (-%) |